# Plémy
Plémy é uma comuna francesa na região administrativa da Bretanha, no departamento Côtes-d'Armor. Estende-se por uma área de 39,73 km². Em 2010 a comuna tinha 1 611 habitantes (densidade: 40,5 hab./km²).